# Henry Christensen
Henry Christensen, född 5 januari 1922 i Köpenhamn, död 30 december 1972 i Glostrup, var en dansk advokat, chefredaktör, politiker och jordbruksminister (1970-1971). Han tillhörde partiet Venstre.

## Bakgrund
Henry Christensen var son till bilhandlaren Carl Christensen och Anna Kristine Hansen. Efter preliminärexamen från Nykøbing S. borger- og realskole 1938 tog han studentexamen från Stenhus Gymnasium 1941. Han studerade därefter juridik vid Köpenhamns universitet och tog examen 1948. Efter tre års praktisk verksamhet blev han Landsretsadvokat i Østre Landsret 1951. Han var politiskt engagerad och var under gymnasiestudierna aktiv i Liberale gymnasiaster och Danmarks Liberale Studerende. På universitetet blev han vice ordförande för Venstres Ungdoms (VU) landsorganisation 1946 och var ordförande 1948-1951. Han var därutöver kassör och sekreterare för VU:s regionalförbund för Själland och Bornholm. Utöver sin juridiska och politiska karriär var Christensen en flitig läsarskribent i Venstres dagspress. Han var redaktör för Roskilde Dagblad (1959-1962) och efter dess sammanslutning med Østsjællands Folkeblad och Ringsted Folketidende till Dagbladet 1962 blev han anställd på den nya redaktionen. Denna anställning behöll han till sin död. Hans ledarartiklar anses ha bidragit till Venstres förflyttning på den politiska skalan från ett huvudsakligen agrart parti till ett borgerligt-liberalt parti.

## Politisk karriär
Vid folketingsvalen 1947 och 1950 ställde han upp som Venstres kandidat i Roskildes valkrets. Han blev invald 1953 för Hillerøds valkrets och behöll detta mandat till sin död 1972. Han blev ledamot i Finansministeriets löneutredning av 1954 och i Finansministeriets löneråd (1957-1970 & 1971-1972) samt i Folketingets finansutskott (1961-1966), utrikesnämnd (1967-1970 & 1971-1972, varav som ordförande 1968-1970) och som ledamot i Nordiska rådet (1968-1970). Han stod partiledaren Erik Eriksen nära men var även hängiven efterträdaren Poul Hartling, om än kritisk. Tillsammans med bl.a. Erik Ninn-Hansen (Det Konservative Folkeparti) utformade han ett gemensamt valprogram för de båda partierna 1959. De försökte samma år också få grönlandsministern Johannes Kjærbøl ställd inför riksrätt efter grönlandsfartyget M/S Hans Hedtofts förlisning. Han var partiets skattepolitiska ordförande (från 1960), partiets politiska ordförande i Folketinget (från 1965) och gruppordförande (från 1968). Inom Venstre var han ledamot i såväl partistyrelsen som det verkställande utskottet samt ordförande för Venstres regionalförbund på Själland och Bornholm (1965-1969). Han var även ordförande för den pacifistiska och federalistiska föreningen Een verden (1958-1960).
Efter att jordbruksministern Peter Larsen dog under mandatperioden utsågs Christensen till hans efterföljare 7 juli 1970. Trots att han prioriterade Venstres liberala mål framför jordbrukets mer protektionistiska önskemål sågs han som lojal. Under sin korta mandatperiod genomförde han ändringar i lagstiftningen som underlättade jordbrukets strukturalisering, friare regler vid ihopslagning eller samdrift mellan jordbruk samt ökat ekonomiskt stöd till nyetablerade jordbrukare. Efter att den borgerliga regeringen avgick i oktober 1971 blev han åter partiets gruppordförande i Folketinget. Han dog en hastig död i december 1972.